# Rosa marginata
Rosa marginata är en rosväxtart som beskrevs av Carl Karl Friedrich Wilhelm Wallroth. Rosa marginata ingår i släktet rosor, och familjen rosväxter. Inga underarter finns listade i Catalogue of Life.